# Sune Linde
Sune Emil Elving Linde, född 18 december 1924 i Eda församling i Värmland, död 6 maj 2015 i Nyköping, var en svensk golfbanearkitekt.
Linde, som först var tandtekniker, började som assistent till Nils Sköld när Ärilabanan konstruerades 1974–1975. Sedan dess ritade och utvecklade han omkring 50 av Sveriges golfbanor. Fram till 1982 hade han bandesign som hobby men efter det ritade han banor på heltid.
Bland de banor han har ritat finns banorna på Frösåkers GK, Forsgårdens GK,  Arlandastad GK, Björklidens GK i Björkliden, Ringenäs GK, Timrå GK och Vallentuna GK.
1978 tilldelades han Svenska Golfförbundets förtjänstplakett i silver.